# 神奈延年
神奈 延年（かんな のぶとし、1968年6月10日 - ）は、日本の声優、ナレーター、俳優、歌手。東京都品川区出身。青二プロダクション所属。

## 略歴
子役出身。日本児童、副多事務所を経て、劇団青杜から青二プロダクションへ所属。

### キャリア

#### 子役・俳優として
子供の頃、ミニカーで自分でストーリーを作る1人遊びが好きだった神奈を見て、母親が「劇団に入れたら面白いことになるかな」と思い、劇団に入団。3歳のときに役者デビューし、CMや映画に出演。中学生の時に学業に専念するため、一旦休業。
高校卒業後、受験した大学に落ちて、何をしたらいいかわからなくなり、友人から「芝居でも見て気分転換してこい」とチラシの束を渡され、その中から劇団青杜のチラシを発見。「面白い! ぜひ自分も舞台を踏んでみたい」と思い、劇団青杜に入団、その縁で青二プロダクションを受ける。

#### 声優として
舞台役者を経て、1991年にテレビアニメ『ドラゴンクエスト』のフランク王子役で声優デビューを果たす。神奈は役者の世界にいたため、声優の仕事に関しては、ギャップのようなものは感じたことはなく、デビューに関しても「緊張の後味は良かった」と語っている。
デビュー以来、本名の林延年で活動していたが、2000年1月1日付で「神奈延年」の芸名を名乗るようになった。1999年の夏にこれまでの活動を振り返って「俺、このままで本当にいいのかな?」、「あれも出来たんじゃないか?」、「これもまだ出来ていない」と様々な思いを抱いており、当時は「自分に自信が無かったり、怯えていたりしていたことが多くなっていた時期だった」と語る。その時に「俺はいったい何をやってきたんだ?」、「もう一度、何かのきっかけで出発しなおせたら……生まれ変われれば一番良い」、「もう一度生まれ変わって一からやり直したい…」と思い詰める程に悩んでいた。そんな気持ちに駆られて、前進するきっかけとして改名を思い付いたという。「神奈」は姓名鑑定で決めてもらった苗字で、他には「蔵門」（くらかど）などの苗字が候補に挙がっていた。意味は職人が使用する木を削る鉋（かんな）で削るが如く、演技や自分に磨きをかけるため＝神奈（かんな）とのこと。

## 人物
趣味は歌唱、ギター、読書。
YouTubeのゲーム実況が好きで、特に2BRO.のおついちファン。
ニックネームは「エンネン」。

### 特色
多数のアニメ、テレビ番組、ゲーム、映画などに出演。
役柄としてはやや不良っぽいラフな男性役を多く演じており、1990年代から2000年代初頭にかけて『マクロス7』、『剣風伝奇ベルセルク』、『GetBackers-奪還屋-』など、数々の作品で主役を演じた。『ソニックシリーズ』のナックルズや『Fate/stay night』のランサーなど、主人公とライバル関係にある役も頻繁に担当している。海外ドラマや洋画吹き替えへの出演も多い。

### 交友関係・歌手活動
歌手としても活動。林延年時代に田中一成と「こいつ、おっかねえなあ」と思ったものの、話しているうちに音楽の趣味が合い、バンド「LIPPERS」を組んでいた。前述のニックネームから、田中からは「リンエンネン」と紹介されたこともある。2007年には『マクロス7』の縁で友達になった福山芳樹と「福神」というユニットを結成する。
同い年で同じ事務所に所属している緑川光とは、お互いを認め合うライバルであり親友でもある。緑川と石川英郎、置鮎龍太郎、阪口大助とE.M.Uをユニット結成したことがある。
ドライブ好きで、本人によるとドライブ中、作詞や作曲がひらめくことがあるという。

## 出演
太字はメインキャラクター。

### テレビアニメ
1990年
- ドラゴンクエスト（フランク）

1991年
- 機甲警察メタルジャック（神崎ケン）
- 緊急発進セイバーキッズ（所員 他）
- ハイスクールミステリー学園七不思議（タロー）
- 新世紀GPXサイバーフォーミュラ（片桐誠）
- おぼっちゃまくん（サクラB）

1992年
- キテレツ大百科（1992年 - 1993年、男の子A、野島、片平）
- キン肉マン キン肉星王位争奪編（ジェロニモ）
- クレヨンしんちゃん（1992年 - 2007年、テレビの声、弁当屋、イヤン・スープ）
- ツヨシしっかりしなさい（1992年 - 1993年、不良A、花村、新郎、男）
- スーパービックリマン（クリスタル天使、ギャンブルロボット、悪魔兵、天使、ブラックナイト）
- 大草原の小さな天使 ブッシュベイビー（キド）
- 超電動ロボ 鉄人28号FX（アナウンサー）
- 伝説の勇者ダ・ガーン（1992年 - 1993年、ホークセイバー / ペガサスセイバー）
- 美少女戦士セーラームーン（1992年 - 1993年、警備員、係員） - 2シリーズ
- ママは小学4年生（敵①）

1993年
- 蒼き伝説シュート!（1993年 - 1994年、白石健二）
- 剣勇伝説YAIBA（男子生徒A）
- GS美神（クラスメイト、監視兵、ミイラの男）
- スラムダンク（1993年 - 1996年、大楠雄二、潮崎哲士、石井健太郎、神宗一郎、永野満）
- ドラゴンボールZ（強盗C、若者、野次馬A）
- バトルファイターズ 餓狼伝説2（ホッパー、子供B）
- 平成イヌ物語バウ（男B、山田他）
- ムカムカパラダイス（1993年 - 1994年、大将）
- 若草物語 ナンとジョー先生（ダン）

1994年
- キャプテン翼J（城山監督、吉川晃司）
- ジャングルの王者ターちゃん♡（マイケル・コーガン）
- 超くせになりそう（1994年 - 1995年、野坂昭）
- 覇王大系リューナイト（ドレイク）
- マクロス7（1994年 - 1995年、熱気バサラ）
- 勇者警察ジェイデッカー（公平）

1995年
- あずきちゃん（東条先輩）
- アニメ世界の童話（王子、アラミス）
- カラオケ戦士マイク次郎（カラオケ番長）
- ふしぎ遊戯（1995年 - 1996年、翼宿）

1996年
- エルフを狩るモノたち（ユーリ）
- 機動新世紀ガンダムX（ベルノ）
- 勇者指令ダグオン（キラード星人）

1997年
- 金田一少年の事件簿（1997年 - 1998年、巽龍之介、陣馬剛史、河野）
- はれときどきぶた（クロブタ）
- 剣風伝奇ベルセルク（1997年 - 1998年、ガッツ）
- 超魔神英雄伝ワタル（1997年 - 1998年、ドナルカミ・ドラン）

1998年
- ガサラキ（陶観卓郎、兵士B、書生、キャスター）
- ジェネレイターガウル（ガウル）
- 時空探偵ゲンシクン（ダモン）
- 中華一番!（レオン）
- DTエイトロン（ロッソ）
- 忍たま乱太郎（1998年 - 2025年、七松小平太、団子屋、剣豪、上級生、町の人 他）
- Bビーダマン爆外伝（アイドルボン、ダークプリンス / ジャック）
- ロードス島戦記-英雄騎士伝-（パーン）
- フォーチュン・クエストL（ユリアーノ/怪盗ラルカ）

1999年
- イソップワールド（フーガ、ビート）
- COLORFUL（広川）
- ゴクドーくん漫遊記（バッカー）
- ジバクくん（ボイル）
- 週刊ストーリーランド（哲也）
- それゆけ!宇宙戦艦ヤマモト・ヨーコ（メリ・スハンのテンツァー）
- 天使になるもんっ!（ガブリエル）

2000年
- 犬夜叉（飛天）
- 週刊ストーリーランド（2000年 - 2001年、忠八、高岡龍二、朝井浩一、社員、宮本健介、刑事、青年、野々村、高木和幸）
- 勝負師伝説 哲也（トビ）
- はじめの一歩（小田裕介）
- HAND MAID メイ（山崎、ラジオ体操、南原騰太郎 / コマンドZ）
- ポケットモンスター（2000年 - 2001年、サタケ、キタオ）
- 名探偵コナン（2000年 - 2024年、古川浩二、福山禄郎、立川正人、松田陣平、建井文吾、小田原鉄二、柴垣東一郎）

2001年
- オフサイド（日比野慶彦）
- カスミン（雪次郎）
- ギャラクシーエンジェル（グリーン）
- サイボーグ009 THE CYBORG SOLDIER（ジャン）
- シャーマンキング（2001年 - 2002年、李白竜、マッスルパンチ）
- FF：U 〜ファイナルファンタジー:アンリミテッド〜 異界の章（2001年 - 2002年、黒き風、ポシェポケ）
- PROJECT ARMS（2001年 - 2002年、高槻涼）
- まほろまてぃっく（2001年 - 2002年、ナレーション、美里優〈成年時〉） - 2シリーズ
- RAVE（ジェガン）

2002年
- GetBackers-奪還屋-（2002年 - 2003年、美堂蛮）
- 東京ミュウミュウ（2002年 - 2003年、パイ）
- ドラえもん（テレビ朝日版第1期）（サム）
- NARUTO -ナルト-（薬師カブト）
- 爆闘宣言ダイガンダー（タイガマル、ドラゴフリーザ）

2003年
- GAD GUARD（運転手）
- ソニックX（ナックルズ・ザ・エキドゥナ）
- プラネテス（レオーノフ・ノルシュテイン、ニン・マンテーニャ、記者）
- 冒険遊記プラスターワールド（ザガリアン）

2004年
- うた∽かた（藤堂繪委）
- 吟遊黙示録マイネリーベ（トルグラー）
- KURAU Phantom Memory（ドッグ）
- 金色のガッシュベル!!（玄宗）
- サムライチャンプルー（衣笠）
- tactics（誠一）
- トランスフォーマー スーパーリンク（インフェルノ、レーザーウェーブ、シックスショット）
- ポケットモンスター サイドストーリー（ツヨシ）

2005年
- AIR（柳也）
- 遊☆戯☆王デュエルモンスターズGX（若い影丸）

2006年
- いぬかみっ!（大妖狐〈人間姿〉）
- エンジェル・ハート（ヤクザ若頭の福留裕司、福留祐介の弟）
- ケロロ軍曹（2006年 - 2008年、ムセンジャガ星人サトウ、ムーカイ）
- 恋する天使アンジェリーク シリーズ（2006年 - 2007年、風の守護聖ランディ） - 2シリーズ
- 彩雲国物語（鄭悠舜）
- 009-1（ノーマン）
- ドラえもん（テレビ朝日版第2期）（2006年 - 2019年、王子、王子様、マイティマン、ダンディ）
- Fate/stay night（ランサー）
- BLACK CAT（リバー＝ザストリー）
- まじめにふまじめ かいけつゾロリ（カッチーナ）
- 流星のロックマン（2006年 - 2007年、キグナス）

2007年
- 少年陰陽師（安倍成親）
- ZOMBIE-LOAN（赤月ユーリ）
- NARUTO -ナルト- 疾風伝（薬師カブト）
- BACCANO! -バッカーノ!-（ロニー・スキアート）
- BLEACH（ノイトラ・ジルガ）
- ポケモン不思議のダンジョン 時の探検隊・闇の探検隊（ヘイガニ）

2008年
- あたしンち（2008年 - 2009年、ファイヤー・ファイター、大工）
- イタズラなKiss（鴨狩啓太）
- 屍姫 シリーズ（2008年 - 2009年、本多） - 2シリーズ
- 純情ロマンチカ（2008年 - 2015年、草間野分） - 3シリーズ
- ソウルイーター（ギリコ）
- はたらキッズ マイハム組（ラメダ）

2009年
- 地獄少女 三鼎（菊池雪彦）
- ポケモン不思議のダンジョン 空の探検隊 時と闇をめぐる最後の冒険（ヘイガニ）

2010年
- GIANT KILLING（持田）
- スーパーロボット大戦OG -ジ・インスペクター-（アクセル・アルマー）

2011年
- ギルティクラウン（嘘界＝ヴァルツ・誠）
- デジモンクロスウォーズ 悪のデスジェネラルと七つの王国（エグザモン）
- ファイ・ブレイン 神のパズル（クラッシュ）

2012年
- 頭文字D Fifth Stage（2012年 - 2013年、小柏カイ）
- カンピオーネ! 〜まつろわぬ神々と神殺しの魔王〜（ペルセウス）
- スマイルプリキュア!（緑川源次）
- 聖闘士星矢Ω（アルゴ）
- NARUTO -ナルト- SD ロック・リーの青春フルパワー忍伝（薬師カブト / カブえもん）
- メタルファイト ベイブレード ZEROG（鬼崎悪矢）
- リトルバスターズ!（2012年 - 2013年、井ノ原真人） - 2シリーズ

2013年
- ガンダムビルドファイターズ（ライナー・チョマー）
- 銀河へキックオフ!!（モーニー）

2014年
- Fate/stay night [Unlimited Blade Works]（2014年 - 2015年、ランサー） - 2シリーズ
- 俺、ツインテールになります。（スネイルギルディ）

2016年
- 影鰐-KAGEWANI-承（甲斐博士、通行人、研究員、部族兵士）
- 坂本ですが?（リョウ）
- 昭和元禄落語心中（初代助六）
- デュエル・マスターズ VSRF（ドキンダムX）
- Fate/Grand Order -First Order-（クー・フーリン）

2017年
- BORUTO-ボルト- NARUTO NEXT GENERATIONS（薬師カブト）
- ドラゴンボール超（サオネル）

2018年
- グラゼニ（土手来丈）

2019年
- エガオノダイカ（ハロルド・ミラー）

2020年
- 痛いのは嫌なので防御力に極振りしたいと思います。（2020年 - 2023年、ドラグ、キングスケルトン） - 2シリーズ

2021年
- かぎなど（2021年 - 2022年、井ノ原真人、柳也） - 2シリーズ
- 名探偵コナン 警察学校編 Wild Police Story（2021年 - 2023年、松田陣平）

2022年
- デジモンゴーストゲーム（シールズドラモン）
- 名探偵コナン 本庁の刑事恋物語〜結婚前夜〜（松田陣平）

2023年
- ニンジャラ（ハンゾウ）
- 逃走中 グレートミッション（2023年 - 2024年、ランゴ メイザー、ジェレミー）
- 実は俺、最強でした?（ジョニー）
- ラグナクリムゾン（2023年 - 2024年、未来ラグナ）
- MFゴースト（小柏カイ）
- 最果てのパラディン 鉄錆の山の王（ヴァラキアカ）
- セイバーとバーサーカーの日本列島くいだおれの旅（逸れのランサー）

2025年
- ＃コンパス2.0 戦闘摂理解析システム（イスタカ）

### 劇場アニメ
1993年
- Coo 遠い海から来たクー（パイロット）
- つるにのって とも子の冒険（新婚さん男）
- ドラゴンボールZ 燃えつきろ!!熱戦・烈戦・超激戦（試験官）

1994年
- 蒼き伝説シュート!（白石健二）
- Jリーグを100倍楽しく見る方法!!
- スラムダンク（大楠雄二）
- スラムダンク 全国制覇だ! 桜木花道（大楠雄二）

1995年
- スラムダンク 湘北最大の危機! 燃えろ桜木花道（大楠）
- スラムダンク 吠えろバスケットマン魂!! 花道と流川の熱き夏（大楠雄二）
- マクロス7 銀河がオレを呼んでいる!（熱気バサラ）

2001年
- 頭文字D Third Stage（小柏カイ）
- クレヨンしんちゃん 嵐を呼ぶ モーレツ!オトナ帝国の逆襲（ヒーローSUN）

2004年
- 映画 犬夜叉 紅蓮の蓬莱島（龍羅）
- 名探偵コナン 銀翼の奇術師（警備員）

2005年
- 劇場版 AIR（柳也）

2007年
- 名探偵コナン 紺碧の棺（伊豆山太郎）

2008年
- 劇場版 NARUTO -ナルト- 疾風伝 絆（薬師カブト）

2009年
- 名探偵コナン 漆黒の追跡者（沢村俊）

2010年
- クレヨンしんちゃん 超時空!嵐を呼ぶオラの花嫁（大人しんのすけ）
- 劇場版 Fate/stay night UNLIMITED BLADE WORKS（ランサー）

2011年
- 劇場版アニメ 忍たま乱太郎 忍術学園 全員出動!の段（七松小平太）

2013年
- SHORT PEACE「火要鎮」（番頭）

2014年
- PERSONA3 THE MOVIE #劇場アニメ版（タカヤ）

2015年
- 攻殻機動隊 新劇場版（澤田功一）
- PERSONA3 THE MOVIE #3 Falling Down（タカヤ）

2016年
- PERSONA3 THE MOVIE #4 Winter of Rebirth（タカヤ）

2017年
- 劇場版 Fate/stay night [Heaven's Feel] I.presage flower（ランサー）

2021年
- 劇場版 クドわふたー（井ノ原真人）

2022年
- 名探偵コナン ハロウィンの花嫁（松田陣平）

2023年
- グリッドマン ユニバース（マッドオリジン）

2024年
- 劇場版 忍たま乱太郎 ドクタケ忍者隊最強の軍師（七松小平太）

2025年
- 劇場版 鬼滅の刃 無限城編 第一章 猗窩座再来（鎹鴉）

### OVA
1991年
- 銀河英雄伝説（カール・エドワルド・バイエルライン〈2代目〉）
- ここはグリーン・ウッド（青木）

1992年
- 超時空要塞マクロスII -LOVERS AGAIN-
- のぞみウィッチィズ（司葉遼太郎）
- BE-BOP-HIGHSCHOOL（1992年 - 1993年、竹野、藤田）
- 新世紀GPXサイバーフォーミュラ グラフィティ（片桐）
- 新世紀GPXサイバーフォーミュラ11（片桐）

1993年
- 湘南爆走族8 赤い星の約束（軍団員C）
- 代紋TAKE2 第II章（福永孝）
- フォーチュン・クエスト 世にも幸せな冒険者たち（クレイ・S・アンダーソン）

1994年
- 湘南純愛組!（走真）
- B.B.フィッシュ（葉山潮）
- 新世紀GPXサイバーフォーミュラZERO（片桐）

1995年
- アミテージ・ザ・サード（クリス・ブラウン）
- お天気お姉さん（山岸ミノル）
- 3×3 EYES 〜聖魔伝説〜（ナパルバ）
- マクロス7 アンコール（熱気バサラ）
- YAMATO2520（ピート、ボブ）
- B&B★マスター（佐山哲士）

1996年
- タトゥーン★マスター（B）
- ふしぎ遊戯（翼宿）
- 新世紀GPXサイバーフォーミュラ EARLYDAYS RENEWAL（片桐）
- 新世紀GPXサイバーフォーミュラSAGA（1996年 - 1997年、レオン）
- ぼくのマリー（田中）
- 結婚 〜Marriage〜 （中本翔）
- レジェンド・オブ・クリスタニア（マティス）

1997年
- エルフを狩るモノたち −完全版−（ユーリ）
- 企業戦士YAMAZAKI（田代）
- 工業哀歌バレーボーイズ（赤木駿）
- 新・湘南爆走族 荒くれナイト（野口英男）
- ぶっとび!!CPU（倉田順平）
- マクロス ダイナマイト7（熱気バサラ）

1998年
- HUNTER×HUNTER（レオリオ）
- 新世紀GPXサイバーフォーミュラSIN（1998年 - 1999年、片桐誠）
- MASTERキートン（ギタリストB）

1999年
- 旭日の艦隊（リヒャルト・ストーシ）
- シーバス1-2-3（幻味）
- 卒業M〜オレ達のカーニバル〜（中本翔）

2000年
- アンジェリーク 〜白い翼のメモワール〜（風の守護聖ランディ）

2001年
- アンジェリーク 〜聖地より愛をこめて〜（風の守護聖ランディ）

2002年
- 頭文字D BATTLE STAGE（小柏カイ）
- 聖闘士星矢 冥王ハーデス十二宮編（カミュ、オクス）

2006年
- 機動戦士ガンダムSEED ASTRAY（バイヤー）

2008年
- Switch（左腕）
- 聖闘士星矢 冥王ハーデス冥界編（カミュ）
- 聖闘士星矢 冥王ハーデスエリシオン編（カミュ）

2011年
- カーニバル・ファンタズム（ランサー、養殖試作怪人「真ん中きのこ一号」）

2012年
- 純情ロマンチカ（草間野分） - コミックス第16巻プレミアムアニメDVD付き限定版

2014年
- リトルバスターズ! EX（井ノ原真人）

2021年
- Fate/Grand Carnival（クー・フーリン〈ランサー / キャスター / オルタ〉、オリオン）

### Webアニメ
- ブラック・ジャック（2001年、間久部緑郎）
- ポケモン不思議のダンジョン 出動ポケモン救助隊ガンバルズ!（2007年、ゲンガー）
- 聖闘士星矢 黄金魂 -soul of gold-（2015年、カミュ）
- 衛宮さんちの今日のごはん（2018年、ランサー[74]）
- Fate/Grand Order 藤丸立香はわからない（2023年、クー・フーリン〔ランサー / キャスター / オルタ〕、オリオン） - 1シリーズ + 特別編[一覧 10]

### ゲーム
1992年
- サーク I・II（リューン・グリード）

1993年
- Aランクサンダー 誕生編（東峰夏彦）
- ダブルドラゴンII ザ・リベンジ（ジミー・リー） - PCエンジン SUPER CD-ROM²版

1994年
- サークIII（リューン・グリード）
- 天地を喰らう - PCエンジン SUPER CD-ROM²版
- ポリスノーツ（マイケル・サイトウ、ボブ）

1995年
- アンジェリークSpecial（風の守護聖ランディ）
- QUOVADIS（ベンジャミン・バック）

1996年
- アンジェリークSpecial2（風の守護聖ランディ）
- スターグラディエイター（ハヤト、ブラッド）
- 闘神伝3（アベル / ヴェイル）
- フェーダ・リメイク 〜エンブレム・オブ・ジャスティス〜（ブライアン・ステルバート）
- ラストブロンクス（レッドアイ）

1998年
- アンジェリーク デュエット（風の守護聖ランディ）
- アンジェリーク 天空の鎮魂歌（風の守護聖ランディ）
- シャイニング・フォースIII シナリオ2 狙われた神子（メディオン）
- シャイニング・フォースIII シナリオ3 氷壁の邪神宮（メディオン）
- 白き魔女 -もうひとつの英雄伝説-（グース、レバス）
- 新世代ロボット戦記ブレイブサーガ（ペガサスセイバー）
- ソウルキャリバー（マキシ）
- 卒業M〜生徒会長の華麗なる陰謀〜（中本翔）
- ソニックアドベンチャー（ナックルズ・ザ・エキドゥナ）
- ひざの上の同居人（小林省吾）
- ブラッディロア（ユーゴ）
- みつめてナイト（セイル・ネクセラリア）
- レイディアントシルバーガン（五十嵐＝凱）

1999年
- 爆ボンバーマン2（暴風王アスタロト、闇の吐息ベルゼバル）
- Harlem Beat -You're The One-（澤村正博）
- 新世紀GPXサイバーフォーミュラ 新たなる挑戦者（レオン・アンハート）
- ベルセルク 〜千年帝国の鷹篇 喪失花の章〜（ガッツ）

2000年
- アンジェリーク トロワ（風の守護聖ランディ）
- ソニックシャッフル（ナックルズ・ザ・エキドゥナ）
- ブレイブサーガ2（ペガサスセイバー、ガープ）

2001年
- 犬夜叉（飛天）
- AIR（柳也）
- EXTERMINATION（デニス・ライリー）
- サモンナイト2（レイム、レイド）
- ソニックアドベンチャー2（ナックルズ・ザ・エキドゥナ）
- ソニックアドベンチャー2 バトル（ナックルズ・ザ・エキドゥナ）
- リリーのアトリエ 〜ザールブルグの錬金術士3〜（ヴェルナー・グレンテンタール）
- レガイア デュエルサーガ（ラング）

2002年
- 頭文字D ARCADE STAGEシリーズ（小柏カイ）
- シャーマンキング スピリット オブ シャーマンズ（李白竜〈リー・パイロン〉）
- スーパーロボット大戦IMPACT（神江宇宙太）
- ソウルキャリバーII（マキシ）
- RAVE 〜未完の秘石〜（ジェガン）

2003年
- アンジェリーク エトワール（風の守護聖ランディ）
- キャッスルヴァニア（レオン・ベルモンド）
- シャーマンキング ソウルファイト（李白竜〈リー・パイロン〉）
- ソニックアドベンチャーDX（ナックルズ・ザ・エキドゥナ）
- ソニックバトル（ナックルズ・ザ・エキドゥナ）
- ソニックヒーローズ（ナックルズ・ザ・エキドゥナ）
- ファイナルファンタジーX-2（ヌージ）

2004年
- AIRFORCE DELTA 〜BLUE WING KNIGHTS〜（カズヤ・ササイ）
- シャイニング・ティアーズ（カイネル）
- ソニックアドバンス3（ナックルズ・ザ・エキドゥナ）
- DIGITAL DEVIL SAGA アバタールチューナー（構成素）
- NARUTO -ナルト- ナルティメットヒーロー2（薬師カブト）
- ベルセルク 〜千年帝国の鷹篇 聖魔戦記の章〜（ガッツ）
- ロックマンX コマンドミッション（スパイダー）

2005年
- シャドウ・ザ・ヘッジホッグ（ナックルズ・ザ・エキドゥナ）
- 真・三國無双4（2005年 - 2006年、曹丕） - 3作品
- STAMP OUT（中谷栄）
- 聖闘士星矢 聖域十二宮編（カミュ）
- ソウルキャリバーIII（マキシ）
- 第3次スーパーロボット大戦α 終焉の銀河へ（熱気バサラ）
- DIGITAL DEVIL SAGA アバタール・チューナー2（ロアルド）
- NARUTO -ナルト- 激闘忍者大戦!4（薬師カブト）
- NARUTO -ナルト- ナルティメットヒーロー3（薬師カブト）

2006年
- アルトネリコ 世界の終わりで詩い続ける少女（ジャック・ハミルトン、どんすけ）
- 桜坂一丁目一番地（レイモンド・リー・バラクリシュナン）
- ジョジョの奇妙な冒険 ファントムブラッド（ブラフォード）
- スパルタン 〜古代ギリシャ英雄伝〜（スパルタン）
- ソニック・ザ・ヘッジホッグ（ナックルズ・ザ・エキドゥナ）
- ソニックライダーズ（ナックルズ・ザ・エキドゥナ）
- NARUTO -ナルト- ナルティメットヒーローポータブル（薬師カブト）
- ペルソナ3（タカヤ）

2007年
- 少年陰陽師 翼よいま天（そら）へ還れ（安倍成親）
- 真・三國無双5（2007年 - 2009年、曹丕） - 2作品
- スーパーロボット大戦シリーズ（2007年 - 2021年、アクセル・アルマー） - 8作品
- 聖闘士星矢 冥王ハーデス十二宮編（カミュ）
- ソニックと秘密のリング（ナックルズ・ザ・エキドゥナ）
- NARUTO -ナルト- 疾風伝 激闘忍者大戦!EX2（薬師カブト）
- NARUTO -ナルト- 疾風伝 ナルティメットアクセル（薬師カブト）
- NARUTO -ナルト- 疾風伝 ナルティメットアクセル2（薬師カブト）
- Fate/stay night [Realta Nua]（ランサー）
- とびだせ!トラぶる花札道中記（ランサー）
- フェイト/タイガーころしあむ（ランサー）
- ペルソナ3 フェス（タカヤ）
- マリオ&ソニック AT 北京オリンピック（ナックルズ・ザ・エキドゥナ）
- 無双OROCHI（曹丕）
- リトルバスターズ!（井ノ原真人）

2008年
- 純情ロマンチカ 〜恋のドキドキ大作戦〜（草間野分）
- スーパーロボット大戦A PORTABLE（アクセル・アルマー、神江宇宙太）
- ソニックライダーズ シューティングスターストーリー（ナックルズ・ザ・エキドゥナ）
- NARUTO -ナルト- 疾風伝 激闘忍者大戦!EX3（薬師カブト）
- ファンタシースターZERO（カイ）
- Fate/unlimited codes（ランサー）
- フェイト/タイガーころしあむ アッパー（ランサー）
- BLEACH 〜ソウル・カーニバル〜（ノイトラ・ジルガ）
- BLEACH バーサス・クルセイド（ノイトラ・ジルガ）
- BLEACH 〜ヒート・ザ・ソウル5〜（ノイトラ・ジルガ）
- マクロスエースフロンティア（熱気バサラ）
- 無双OROCHI 魔王再臨（曹丕）
- ワールド・デストラクション 〜導かれし意思〜（ラジフ）

2009年
- アンチャーテッド 黄金刀と消えた船団（ハリー・フリン）
- ソニックと暗黒の騎士（ガウェイン、ナックルズ・ザ・エキドゥナ）
- ときめきメモリアル4（古我良平）
- NARUTO -ナルト- 疾風伝 ナルティメットアクセル3（薬師カブト）
- BLEACH 〜ソウル・カーニバル2〜（ノイトラ・ジルガ）
- BLEACH 〜ヒート・ザ・ソウル5〜（ノイトラ・ジルガ）
- ペルソナ3 ポータブル（タカヤ）
- マクロスアルティメットフロンティア（熱気バサラ）
- マリオ&ソニック AT バンクーバーオリンピック（ナックルズ・ザ・エキドゥナ）
- 無双OROCHI Z（曹丕）
- リトルバスターズ! Converted Edition（井ノ原真人）

2010年
- アルトネリコ3 世界終焉の引鉄は少女の詩が弾く（ジャック・ハミルトン）
- クロヒョウ 龍が如く新章（新城零司）
- 忍たま乱太郎（2010年 - 2017年、七松小平太） - 2作品
- Fate/EXTRA（ランサー）
- BLEACH 〜ヒート・ザ・ソウル6〜（ノイトラ・ジルガ）
- 北斗無双（サウザー）

2011年
- 死神と少女（蒼）
- 真・三國無双6（2011年 - 2012年、曹丕） - 4作品
- 聖闘士星矢戦記（カミュ）
- DEAD OR ALIVE Dimensions（ジャン・リー）
- ドクターロートレックと忘却の騎士団（ジャック＝マリー・ヴィドック）
- TROY無双（アキレウス）
- BLEACH ソウル・イグニッション（ノイトラ・ジルガ）
- マクロストライアングルフロンティア（熱気バサラ）
- 無双OROCHI 2（2011年 - 2013年、曹丕） - 4作品

2012年
- オール仮面ライダー ライダージェネレーション2（仮面ライダースカル）
- 仮面ライダー 超クライマックスヒーローズ（仮面ライダースカル）
- シャイニング・ブレイド（スレイプニル）
- 真・三國無双 VS（曹丕）
- 真・北斗無双（サウザー）
- 第2次スーパーロボット大戦Z 再世篇（熱気バサラ）
- DEAD OR ALIVE 5（ジャン・リー）
- 龍が如く5 夢、叶えし者（釘原広志）

2013年
- 仮面ライダー バトライド・ウォー（仮面ライダースカル）
- 真・三國無双7（2013年 - 2014年、曹丕） - 3作品
- 聖闘士星矢 ブレイブ・ソルジャーズ（カミュ）
- ソニック ロストワールド（ナックルズ・ザ・エキドゥナ）
- DEAD OR ALIVE 5 ULTIMATE（ジャン・リー）
- NARUTO -ナルト- 疾風伝 ナルティメットストーム3（薬師カブト）
- Fate/EXTRA CCC（ランサー）
- マクロス30 銀河を繋ぐ歌声（熱気バサラ）
- 信長の野望・創造（織田信長）

2014年
- 仮面ライダー バトライド・ウォーII（仮面ライダースカル）
- ケイオスリングスIII プリクエル・トリロジー（グラッチェ）
- ソニック&オールスターレーシング トランスフォームド（ナックルズ・ザ・エキドゥナ）
- ソニックトゥーン（ナックルズ・ザ・エキドゥナ）
- 第3次スーパーロボット大戦Z 時獄篇 / 天獄篇（2014年 - 2015年、熱気バサラ） - 2作品
- NARUTO -ナルト- 疾風伝 ナルティメットストームレボリューション（薬師カブト）
- Fate/hollow ataraxia（ランサー）
- 龍が如く 維新!（山崎烝）

2015年
- アンジェリーク ルトゥール（風の守護聖ランディ）
- グランブルーファンタジー（2015年 - 2020年、ケンジ、ユウキ・タツヤ）
- 聖闘士星矢 ソルジャーズ・ソウル（カミュ）
- DEAD OR ALIVE 5 LAST ROUND（ジャン・リー）
- Fate/Grand Order（2015年 - 2025年、クー・フーリン、オリオン） - 2作品

2016年
- オール仮面ライダー ライダーレボリューション（仮面ライダースカル）
- オルタンシア・サーガ -蒼の騎士団-（ランサー）
- 仮面ライダー バトライド・ウォー創生（仮面ライダースカル）
- クイズRPG 魔法使いと黒猫のウィズ（2016年 - 2021年、ゼウスI / ユピテリオス、熱気バサラ）
- 月影の鎖 -狂爛モラトリアム-（藤堂樹） ※Vita版
- サモンナイト6 失われた境界たち（メルギトス）
- NARUTO -ナルト- 疾風伝 ナルティメットストーム4（薬師カブト）
- Fate/EXTELLA（2016年 - 2018年、クー・フーリン） - 2作品
- マクロスΔスクランブル（熱気バサラ）

2017年
- 歌マクロス スマホDeカルチャー（2017年 - 2021年、熱気バサラ）
- ソニック フォース（ナックルズ・ザ・エキドゥナ）

2018年
- 真・三國無双8（2018年 - 2021年、曹丕）- 2作品
- ＃コンパス 戦闘摂理解析システム（イスタカ）
- Marvel's SPIDER-MAN（マックス・ディロン / エレクトロ）
- 無双OROCHI 3 / Ultimate（2018年 - 2019年、曹丕） - 2作品
- スーパーロボット大戦X-Ω（2018年 - 2019年、アクセル・アルマー、熱気バサラ）
- ホップステップジャンパーズ（ハルタ）
- 大乱闘スマッシュブラザーズ SPECIAL（ナックルズ・ザ・エキドゥナ）

2019年
- DEAD OR ALIVE 6（ジャン・リー）
- チームソニックレーシング（ナックルズ・ザ・エキドゥナ）

2020年
- 痛いのは嫌なので防御力に極振りしたいと思います。〜らいんうぉーず!〜（ドラグ）
- 聖闘士星矢 ライジングコスモ（水瓶座 カミュ）
- 共闘ことばRPG コトダマン（タカヤ）

2021年
- GUILTY GEAR -STRIVE-（御津闇慈）

2022年
- セブンズストーリー（井ノ原真人）
- 妖怪ウォッチ ぷにぷに（松田陣平）
- #コンパス ライブアリーナ（2022年 - 2023年、イスタカ）
- ソニックフロンティア（ナックルズ・ザ・エキドゥナ）

2023年
- Fate/Samurai Remnant（逸れのランサー / クー・フーリン）
- ドラゴンクエストモンスターズ3 魔族の王子とエルフの旅（極炎鳥ルタガルーダ）

2024年
- ペルソナ3 リロード（タカヤ / 榊貴隆也）
- マクロス -Shooting Insight-（熱気バサラ）
- 聖剣伝説 VISIONS of MANA（ニキータ）

2025年
- BLEACH Rebirth of Souls（ノイトラ・ジルガ）
- 崩壊:スターレイル（ランサー）

### パチンコ・パチスロ
- パチスロキン肉マン〜キン肉星王位争奪編〜（ジェロニモ）

### 吹き替え

#### 担当俳優
ジョニー・リー・ミラー
- サイバーネット（デイド・マーフィー）
- ドラキュリア（サイモン・シェパード）
- ロンドン・ドッグス（ジョニー）

スティーヴン・ドーフ
- SOMEWHERE（ジョニー・マルコ）
- スティール（スリム）
- ラスト・キリング 狼たちの銃弾（チャーリー）

ホアキン・フェニックス
- グラディエーター（コモドゥス）※ソフト版
- サイン（メリル・ヘス）※機内上映版
- リターン・トゥ・パラダイス（ルイス・マクブライド）

#### 映画
- 愛なんていらない（ミッキー）
- アモーレス・ペロス（オクタビオ〈ガエル・ガルシア・ベルナル〉）
- アンジェラ（アンドレ〈ジャメル・ドゥブーズ〉）
- 石ころの夢
- いつか眠りにつく前に（バディ・ウィッテンボーン〈ヒュー・ダンシー〉）
- WE ARE YOUR FRIENDS ウィー・アー・ユア・フレンズ（ジェームズ・リード〈ウェス・ベントリー〉）
- ヴィドック（エチエンヌ・ボワッセ〈ギヨーム・カネ〉）
- ウエスト・サイド物語（リフ〈ラス・タンブリン〉）※テレビ東京版
- エアポート・アドベンチャー クリスマス大作戦（ザック・ヴァン・バーク〈ウィルマー・バルデラマ〉）
- エイリアン2 完全版（ウィリアム・ハドソン〈ビル・パクストン〉）※新DVD・BD版
- エリミネイト・ソルジャー（ソニー）
- オースティン・パワーズシリーズ（スコット・イーブル〈セス・グリーン〉）
  - オースティン・パワーズ
  - オースティン・パワーズ:デラックス
  - オースティン・パワーズ ゴールドメンバー
- オールド（大人のトレント〈イーモン・エリオット〉[114]）
- オデッセイ（マーク・ワトニー飛行士〈マット・デイモン〉[115]）
- カーラの結婚宣言（ダニエル〈ジョヴァンニ・リビシ〉）
- 神の日曜日（カールトン・ピアソン〈キウェテル・イジョフォー〉[116]）
- 奇人たちの晩餐会 USA（キーラン〈ジェマイン・クレメント〉）
- 奇跡の絆（ロン・ホール〈グレッグ・キニア〉）
- キング・アーサー（シンリック〈ティル・シュヴァイガー〉）
- クルーエル・インテンションズ（セバスチャン・ヴァルモン〈ライアン・フィリップ〉）
- 氷の微笑2（アダム・タワーズ〈ヒュー・ダンシー〉）
- サンキュー、ボーイズ（成年のジェイソン・ハセック〈アダム・ガルシア〉）
- シービスケット（レッド・ポラード〈トビー・マグワイア〉）
- ジェネックス・コップ（エイリアン〈サム・リー〉）
- 死角都市・香港（ジャッキー〈金城武〉）
- 60セカンズ（トビー）※ソフト版
- ジャーヘッド（クリス・クルーガー〈ルーカス・ブラック〉）
- シャザム!〜神々の怒り〜（博物館ガイド[117]）
- シャドウ・オブ・ブロンド（ダンカン）
- ジャンパー（マーク・コボルト〈テディ・ダン〉）※テレビ朝日版
- ジョシュア 悪を呼ぶ少年（ブラッド〈サム・ロックウェル〉）
- ジョンQ -最後の決断-（ミッチ・クイグリー〈ショーン・ハトシー〉）※日本テレビ版
- スクリーム（ランディ〈ジェイミー・ケネディ〉）
- スクリーム2（ランディ〈ジェイミー・ケネディ〉）
- スクール・オブ・ロック（デューイ・アレハンドロ・フィン〈トニー・カバレロ〉）
- スパイキッズ3-D:ゲームオーバー（レッズ）
- TATARI タタリ/呪いの館（ポール〈トム・ライリー〉）
- ダブルドラゴン（ビリー・リー〈スコット・ウルフ〉）
- チャイルド・プレイ チャッキーの花嫁（ジェイド〈ニック・スタビル〉）
- ディケンズのニコラス・ニクルビー（ニコラス〈チャーリー・ハナム〉）
- 2 days トゥー・デイズ（アルヴィン・ストレイヤー〈ジェフ・ダニエルズ〉）
- トップガン（ハリウッド〈ウィップ・ヒュープリー〉）※ソフト版
- D3 マイティ・ダックス 飛べないアヒル3（ディーン・ポートマン）
- ナインイレヴン 運命を分けた日（ジェフリー・ケイジ〈チャーリー・シーン〉）
- 747 エア・ターゲット（ハビエル）
- 25年目のキス（ロブ・ゲラー〈デヴィッド・アークエット〉）
- ネイビー・シールズ（案内人の少年アリ）※テレビ朝日版
- ノボケイン/局部麻酔の罠（デュアン〈スコット・カーン〉）
- バーシティ・ブルース（ウェンデル）
- バガー・ヴァンスの伝説（ラナルフ・ジュナ〈マット・デイモン〉）※機内上映版
- バレー・オブ・バイオレンス（ジリー〈ジェームズ・ランソン〉）
- パラサイト（ジーク・タイラー〈ジョシュ・ハートネット〉）※フジテレビ版
- ハロウィン レザレクション（ルディ〈ショーン・パトリック・トーマス〉）
- ファンタスティック・フォー ［超能力ユニット］（ジョニー・ストーム / ヒューマン・トーチ〈クリス・エヴァンス〉）※ソフト版
  - ファンタスティック・フォー:銀河の危機
  - デッドプール&ウルヴァリン[118]
- フィリップ、きみを愛してる!（ジミー・ケンプル〈ロドリゴ・サントロ〉）
- Black & White/ブラック & ホワイト（FDR〈クリス・パイン〉）
- ブラックサイト（エリック・ボックス刑事〈ビリー・バーク〉）
- BULLY ブリー（ドニー・セメネック〈マイケル・ピット〉）
- ベイボーイ（ドナルド）
- ベートーベン2（テイラー・ダヴェロー〈アシュレイ・ハミルトン〉）
- ホステージ（デニス・ケリー〈ジョナサン・タッカー〉）※テレビ朝日版
- モーリス（アレック・スカダー〈ルパート・グレイヴス〉）
- ラストサマー（バリー・ウィリアム・コックス〈ライアン・フィリップ〉）※ソフト版
- ラストサマー2
- ラストサマー3（ランス〈ベン・イースター〉）
- ラスト・デイズ・オン・マーズ（ヴィンセント・キャンベル〈リーヴ・シュレイバー〉）
- ラスト・レジェンド（ライオネル・バーニー〈サンティアゴ・クレイグ〉）
- ラン・オールナイト（ダニー・マグワイア〈ボイド・ホルブルック〉）
- リーグ・オブ・レジェンド/時空を超えた戦い（トム・ソーヤー〈シェーン・ウェスト〉）
- リクルート（ザック〈ガブリエル・マクト〉）
- リミット・オブ・アサシン（ジム〈ポール・アンダーソン〉）
- ロード・オブ・ウォー（ヴィタリー・オルロフ〈ジャレッド・レト〉）
- ロード・オブ・ドッグタウン（トニー・アルヴァ〈ヴィクター・ラサック〉）
- ロイヤル・セブンティーン（イアン・ウォレス）

#### ドラマ
- iCarly #78（ゴードン・バーチ）
- アメリカン・ホラー・ストーリー「1984」(チェット・クランシー〈ガス・ケンワージー〉)
- ER緊急救命室（3rd〜）（デール・エドソン〈マシュー・グレイヴ〉）
- WITHOUT A TRACE/FBI 失踪者を追え! #81（コール）
- NCIS: ニューオーリンズ シーズン2 #20（カール・バティスト）
- NCIS 〜ネイビー犯罪捜査班 シーズン7 #12（サイーフ・イブン・アルワーン）
- NCIS:LA 〜極秘潜入捜査班（ネイト・ゲッツ〈ピーター・キャンバー〉）
- エレメンタリー ホームズ&ワトソン in NY
- 緊急出動! L．A．Fighters（ピーター〈アーチー・カオ〉）
- コールドケース6（パトリック・レノックス）
- ザ・ハイツ 青春のラプソディー（アレックス〈ジェイミー・ウォルターズ〉）
- ザ・パシフィック（エドワード・“ヒルビリー”・ジョーンズ中尉）
- サブリナ（5th -）（マイルズ・グッドマン〈トレヴァー・リサウアー〉）
- THE MENTALIST メンタリストの捜査ファイル2 #17（ヴィクター・バンディーノ〈ケヴィン・アレハンドロ〉）
- ジャック&ジル（バート）
- スクール・オブ・ロック（デューイ・フィン先生〈トニー・カバレロ〉[119]）
- SCORPION/スコーピオン
  - シーズン1 #19（マーカス・ブロンソン〈リック・ラヴァネロ〉）
  - シーズン2 #5（男性）
- ダークエンジェル2（ザック〈ウィリアム・グレゴリー・リー〉）※テレビ朝日版
- CHASE/逃亡者を追え! #1（メイソン・ボイル〈トラヴィス・フィメル〉）
- TAKEN（チャーリー・キーズ〈アダム・カウフマン〉）
- DEUCE/ポルノストリート in NY（CC〈ゲイリー・カー〉）
- 24 -TWENTY FOUR- シーズン3（チェイス・エドモンズ〈ジェームズ・バッジ・デール〉）
- ニュースルーム（ドン・キーファー〈トーマス・サドスキー〉）
- PERSON of INTEREST 犯罪予知ユニット #13（スコット・パウエル〈マイク・ワトフォード〉）
- バーン・ノーティス 元スパイの逆襲 #14（ティム）
- パワーレンジャー・S.P.D.（ドルー / ギガニス）
- 華政（光海君〈チャ・スンウォン〉[120]）
- PAN AM/パンナム #9
- ブラザーズ&シスターズ（チャド）
- フルハウス（ライアン、バイパー）
- フラーハウス（バイパー）
- ボードウォーク・エンパイア 欲望の街 #5
- ボディ・オブ・プルーフ 死体の証言 #5（スティーブン・バーネット）
- ミディアム7 最終章 #7
- 愉快なシーバー家（ジェフ〈ブラッド・ピット〉）
- ワンス・アポン・ア・タイム（ベルファイア / ニール・キャシディ〈マイケル・レイモンド＝ジェームズ〉）

#### アニメ
- アントブリー（ピザ王国の店員）
- キム・ポッシブル ドラマチック・ナイト（エリック）
- キャプチャー・ザ・フラッグ 月への大冒険!（リチャード・カーソン）
- シザー・セブン（スータン国の王子）
- ソニックトゥーン（ナックルズ・ザ・エキドゥナ[121]）
- ターザン（バスリ）
- 超生命体トランスフォーマー ビーストウォーズリターンズ（ナイトスクリーム、オラクル、ドローン軍団）
- トランスフォーマー アニメイテッド（スィンドル[122]）
- バットマン:ブレイブ&ボールド（ブースターゴールド）
- マイリトルポニー〜トモダチは魔法〜（スポット）
- リトル・マーメイドII Return to The Sea（フランダー）

#### 人形劇
- きかんしゃトーマス（トム・ティッパー）

### 特撮
1993年
- 電光超人グリッドマン（武史のパソコンの声）

2005年
- 劇場版 仮面ライダー響鬼と7人の戦鬼（声の出演）

2007年
- 仮面ライダー電王（スコーピオンイマジンの声）

2011年
- 仮面ライダーオーズ/OOO（プテラノドンヤミー（雄）の声）

2014年
- 烈車戦隊トッキュウジャー（ルークの声）

2016年
- 動物戦隊ジュウオウジャー（バングレイの声）

2021年
- 機界戦隊ゼンカイジャー THE MOVIE 赤い戦い! オール戦隊大集会!!（バングレイの声）

### 実写
- アンジェリーク・メモワール 10th〜Sweet Celebration〜
- 卒業M＆E.M.U シリーズ
- ネオロマンス・フェスタ
- ネオロマンス・フェスタ2
- ネオロマンス・フェスタ8
- ネオロマンス・フェスタ10
- ネオロマンス・フェスタ アンジェ舞踏会
- ネオロマンス・ライヴ 2003 Spring
- ネオロマンス・ライヴ 2003 Autumn
- ネオロマンス・ライヴ 2005 Winter
- ネオロマンス・ライヴ 2008 Summer
- 花の声優界! スター☆ボウリング 新春から吠えて笑って大暴投SP
- マクロス7 ぷらす 「Fire Bomber 1st. Live」

### ラジオ
※はインターネット配信。
- 延年&留美の寸止めラジオ（1997年7月3日 - 1998年6月25日、東海ラジオ）
- リトルバスターズ!R（2012年10月5日 - 2014年9月12日、HiBiKi Radio Station※、音泉※）

### ラジオドラマ
- NHK-FMラジオ 青春アドベンチャー 「トリガー」（イワフ、ジャック）
- NHK-FMラジオ FMシアター 「ホンジョンイル」（康本正一）
- 青山二丁目劇場 オリジナルドラマ「海辺のパン屋さん」（相沢賢一）
- サイボーグ009誕生編（004 / アルベルト・ハインリヒ）
- 「花の慶次〜雲のかなたに〜」“琉球の章”（カルロス）

### CD

#### ドラマCD
- 悪魔の黙示録（穂高連）
- 悪霊のいる教室（緒方克巳）
- アニメ店長B'店長候補生 Drama&Radio Talk Album 研修報告Vol.2（西岡カズヤ）
- アルトネリコ（ジャック）
  - アルトネリコ 第1巻 side.オリカ
  - アルトネリコ 第2巻 side.彌紗
- アンジェリークシリーズ（ランディ）
  - アンジェリーク 〜光と闇のサクリア〜
  - アンジェリーク 〜恋はPUSH&PUSH!〜
  - アンジェリーク 〜あなたの瞳に夢天使（スウィート・エンジェル）〜
  - アンジェリーク 〜惑わせないで聖少女（イノセント・ガール）〜
  - アンジェリーク外伝 〜無限音階〜
  - アンジェリーク外伝2 〜緋の輪郭（シルエット）〜
  - アンジェリーク外伝3 〜禁域（サンクチュアリ）の鏡〜
  - アンジェリーク外伝4 〜虹の記憶（ノスタルジア）〜
  - アンジェリークSpecial2　第2話 〜夢みる二つの太陽（ミラクルハート）〜
  - アンジェリークデュエット 〜飛空都市物語（ストーリー）〜
  - アンジェリーク Radioドラマ1 〜さよなら、迷宮〜
  - アンジェリーク Radioドラマ3 〜聖地円舞曲〜
  - 恋する天使アンジェリーク オリジナルドラマCD 聖地のひととき〜神鳥編〜
- 電撃CD文庫EX ヴァンパイア 〜ザ ナイト ウォーリアーズ〜（ガロン）
- AIR 第7巻 SUMMER（柳也）
- おしゃれマル秘セッション 5 NEXT GENERATION
- おしゃれマル秘セレクション NEWEST MODEL
- オリスルートの銀の小枝 イメージアルバム（ヴィンセンス）
- かまいたちの夜 CDドラマ（美樹本洋介）
- 機甲警察メタルジャック シリーズ（神崎ケン）
  - 機甲警察メタルジャック 「Count Down」
  - 機甲警察メタルジャック 「HARD PLAY」
  - 機甲警察メタルジャック 「PARTY JACK」
- 機動戦士ガンダム 第08MS小隊 REPORT.1 所要時間3時間23分（ジョニー・ナカミゾ）
- クォヴァディス ドラマCD シリーズ（ベンジャミン・バック）
- GetBackers-奪還屋- シリーズ（美堂蛮）
  - GetBackers-奪還屋- TARGET G・B
  - GetBackers-奪還屋- 神の記述編I 〜Divine Revelation〜
  - GetBackers-奪還屋- 神の記述編II 〜the place of a god's death〜
  - GetBackers-奪還屋- マリンレッドを奪り還せ! 〜Legend of Vampire〜
  - GetBackers-奪還屋- 永遠の絆を奪り還せ!編I 〜Beast Howling〜
  - GetBackers-奪還屋- 永遠の絆を奪り還せ!編II 〜Bug's Karma〜
  - GetBackers-奪還屋- 永遠の絆を奪り還せ!編III 〜the origin〜
- 幸運男子 -ラッキーくん-（松ヶ峰）
- ここはグリーン・ウッド〜緑林ミステリー"忍失踪事件!?"（先生）
- 彩雲国物語 シリーズ（鄭悠舜）
  - 彩雲国物語 ドラマCD 第三巻 「みんな朝を目指してる」
  - 彩雲国物語 セカンドシリーズ ドラマCD 1 - 3 番外編
- サモンナイト あの日のカケラ 前編（メルギトス）
  - サモンナイト あの日のカケラ 後編
- 三千世界の鴉を殺し シリーズ（カジャ・ニザリ）
  - 三千世界の鴉を殺し 1 - 4、6
  - 三千世界の鴉を殺し5 前篇
  - 三千世界の鴉を殺し5 後篇
  - 三千世界の鴉を殺し 小説ウィングス50号記念 応募者全員サービスミニドラマCD
  - 三千世界の鴉を殺し 小説ウィングス2008年冬号 特別収録★ミニドラマCD
- CDドラマコレクションズ 三國志 シリーズ（関平）
  - 第一部 「五、関羽雲長之巻〜武神、千里を翔る〜」
  - 第二部 「諸葛亮征嵐伝　一ノ巻」
  - 三國志DX 「DX1 結集編・五虎龍鳳之巻」
- 少年陰陽師 シリーズ（安倍成親）
  - 少年陰陽師 風音編 ドラマCD 第四巻 「焔の刃を研ぎ澄ませ」
  - 少年陰陽師 天狐編 ドラマCD 第一巻 「真紅の空を翔けあがれ」
- 少年魔法士 破幻の眼 ACT.1（レヴィ）
  - 少年魔法士 破幻の眼 ACT.2
- スーパーロボット大戦OG ジ・インスペクター ドラマCD vol.2（アクセル・アルマー）
- スーパーロボット大戦OG×無限のフロンティア スペシャルドラマ&サウンドトラックDisc（アクセル・アルマー）
- Switch〜スイッチ Vol.2 DS編（沢木）
- スキップ・ビート!（不破尚）
- ストリートファイターZERO2 外伝II さくら・もっとも危ない文化祭（友田ユウジ）
- 卒業M シリーズ（中本翔）
- Wジュリエット（三浦竜矢）
  - Wジュリエット stage II
- 超人ロック コズミック・ゲーム（ジェフ）
- 超魔神英雄伝ワタル ドラマアルバム1 - 4（ドラン、司会者、オカマのドラン）
- 天高く、雲は流れ シリーズ（フェイロン）
- 電脳戦隊ヴギィ'ズ★エンジェル シリーズ（レオン・クーガ）
- 天馬の血族 CRYSTAL LORD OPERA シリーズ（ロト）
- 突撃!パッパラ隊 「史上最大の作戦」（水島一純）
  - 突撃!パッパラ隊 Vol.2 「ランコ・インフェルノ」
- ドラゴン騎士団 ドラマアルバム（狼手下）
- 忍たま乱太郎 シリーズ（七松小平太）
  - 忍たま乱太郎 ドラマCD 二の段・三の段
  - 忍たま乱太郎 ドラマCD 体育委員会の段
  - 忍たま乱太郎 ドラマCD 六年生の段
  - 忍たま乱太郎 ドラマCD ろ組の段〜上巻〜
  - 忍たま乱太郎 ドラマCD ろ組の段〜下巻〜
- 高速エイジ（四堂狼）
- PATHWAY FOR SANTA CLAUS 〜サンタがくれたおくりもの〜
- ひざの上の同居人〜夢みる仔猫篇〜（小林省吾）
  - ひざの上の同居人〜恋する乙女篇〜
- ファイアーエムブレム 旅立ちの章（アベル）
- FF：U 〜ファイナルファンタジー:アンリミテッド〜 After2 「リサ〜たちきられたくさり〜」（風）
- Fate/Grand Order First Take（キャスター）
- Fate/hollow ataraxia ドラマCD あるいは怪物という名の食卓（ランサー）※『コンプティーク』2014年8月号付録
- 新世紀GPXサイバーフォーミュラ SAGAII ROUND1 真実の一瞬（片桐）
- 放課後はミステリーとともに（勝田用務員）
- BOYS BE… 新恋愛白書（岡本健太郎）
- ぼくのマリー シリーズ（田中）
- マクロス7 シリーズ（熱気バサラ）
  - マクロス7 ドッキングフェスティバル〜歌は銀河を救う!?〜
  - マクロス7 CDシネマ
  - マクロス7 トラッシュ ラジオドラマ
- マネーアイドルエクスチェンジャー CDドラマ（ウォン、ナレーション）
- 水の守護神-ガーディアン-（ニレアス）
- 宮沢賢治物語〜雨ニモマケズ〜
- 無限のフロンティアEXCEED×スーパーロボット大戦OG スペシャルドラマCD「無限の扉絵」（アクセル・アルマー）
- 夜まで待てない。〜いつでも、一緒に!〜（武林哲平）
- ラストブロンクス ラジオドラマ シリーズ（港野拳）
- RIOT 夕陽に落ちる星（ビリィ・ザ・キッド）
- リング（榊原友和）
- ロードス島戦記 6 復讐の霧（ストラール）
- ロードス島戦記-英雄騎士伝- ドラマアルバム（パーン）
- WILD☆ACT（江波竜）

#### BLCD
- 愛の才能（尾崎正能）
- 甘い融点（橋爪恭司）
- YEBISUセレブリティーズシリーズ（久家有志）
  - YEBISUセレブリティーズPREMIO
  - YEBISUセレブリティーズGrand Finale
  - YEBISUセレブリティーズEncore
- くされ縁の法則 シリーズ（藤堂崇也）
  - トライアングル・ラブ・バトル〜くされ縁の法則〜
  - 熱情（こい）のバランス〜くされ縁の法則2〜
  - 独占欲のスタンス〜くされ縁の法則3〜
  - 激震のタービュランス〜くされ縁の法則4〜
  - 情動のメタモルフォーゼ〜くされ縁の法則5〜
  - 蒼眸のインパルス〜くされ縁の法則6〜
- 純情エゴイスト（草間野分）
  - 純情ミニマム
  - 純愛エゴイスト（風間野分）
  - 録り下ろし「エゴ」（巡査）
- 好きこそ恋の絶対（田坂）
  - 君こそ僕の絶対
  - 愛こそ明日の絶対
- 鈴の音がきこえる（十三）
- STAY 1・2（大木淑也）
- 大好き（田中惇）
- タクミくんシリーズ 恋文（駒澤瑛二）
- だまし討ちだぜ、DR（深津）
- 花鎮の饗（藤代明煌）
- P.B.B. -プレイボーイブルース-（佐野）
- 富士見二丁目交響楽団 Long ago・・・（シロタユキオ）
- 平八郎天下御免（白次朋哉）
- 水の記憶（星野俊彦）
- 桃色四月少年（草津青司）
- Last Order（高宮明紀）
- 幸運男子 -ラッキーくん-（松ヶ峰）
- LOVE SONG〜半分天使〜（目伸一）
- 寮長様とヒミツの契約（羽住雅人）

#### ラジオ・トークCD
- アンジェリーク Radioトーク3 〜炎と夢と、そして涙〜
- アンジェリーク 帰ってきたRadioトーク1
- アンジェリーク 帰ってきたRadioトーク3 日〜記で一服!
- 少年陰陽師・彼方に放つ声をきけ〜略して孫ラジ ラジオCD 第8巻
- ラジオDJCD オー!NARUTOニッポン 其の三
- ラジオDJCD オー!NARUTOニッポン 其の十四
- Radioトーク ネオロマンス・Paradise アンジェリーク2
- Radioトーク ネオロマンス・Paradise アンジェリーク3 初回限定特典CD 「いくぜ、お嬢ちゃん」
- Radioトーク ネオロマンス・Paradise Cure! 2・5

### オーディオブック
- 教団X（沢渡）[124]
- スマホを落としただけなのに 囚われの殺人鬼（牧田英俊）

### CM
- 明治乳業 パンピーりんご（子役時代、1978年）
- 東京電力 企業CM ぼくの絵篇（子役時代、1978年）[125]
- カバヤ 熱血最強ゴウザウラーガム（1993年）
- スーパーロボット大戦D（熱気バサラ）
- タカラ メタルジャック
- ビクター音楽産業 アウターワールド / スーパー・スター・ウォーズ
- ビクター音楽産業 R.P.M.レーシング
- 小学館プロダクション 結婚 ～Marriage～

### ナレーション
- 仕事に生きる犬たち
- 創造市場
- Tx2SHOW
- 住まい自分流
- ごはんがすすむホットテーブル
- NNNドキュメント'06
- V.I.P.─SEAMO─（2008年6月・スペースシャワーTV）
- ザ・ノンフィクション
- NHK高校講座「世界史[126]」
- 司馬遼太郎短篇傑作選
- 逆転人生
- 燈の守り人 灯台音声ガイド 石川県珠洲市 禄剛埼灯台[127]

### その他コンテンツ
- 世界の果てまでイッテQ!（外国人吹き替え）
- 東京ディズニーリゾート
  - 東京ディズニーランド
    - ミッキーのフィルハーマジック（フランダー）

  - 東京ディズニーシー
    - ディズニーシー・トランジットスチーマーライン（トミー・フィッシャー）
- 発表!全マクロス大投票CM（熱気バサラ）
- モンスターハンター ゲームドラマ ハンター日誌（ロッキー）
- まんがビデオ クラッシャージョウ 細野不二彦版（ジョウ）
- 燈の守り人～幻想夜話～（禄剛埼灯台[127]）

## ディスコグラフィ

### シングル
| 枚  | 発売日         | タイトル            | 規格品番  |
| --- | -------------- | ------------------- | --------- |
| 1st | 1995年4月5日   | DRIVE               | VGVA-2001 |
| 2nd | 2002年10月20日 | very very like it!! | NSR-884   |

### アルバム
| 枚  | 発売日         | タイトル             | 規格品番  |
| --- | -------------- | -------------------- | --------- |
| 1st | 2001年2月21日  | DRIVE                | VGVA-2001 |
| 2nd | 2002年10月20日 | 42.195               | NSR-884   |
| 3rd | 2006年4月21日  | 霧笛男〜ムテキマン〜 | NSR-884   |
| 4th | 2009年12月12日 | Starlight Stardust   | NSR-884   |

### 福神
- 『DOUBLE CAST』（2008年12月24日）

### アルバム（その他）
- 『FRONTIER』（1995年8月21日）

「Break Out〜Get outta my heart」（with 田中一成）
「GIMME LOVE SHELTER」（with 田中一成）
「45's Record」
- 『PRETTY in WHITE〜声優達のクリスマス〜』（1996年11月25日）

「クリスマス・イヴ」（with 草尾毅）
- 『アニカバー・声優大集合 第2弾 ダンシングユーロボカン』（1997年9月26日）

「ヤッターマンの歌」
- 『零･不死鳥〜煌〜』（2001年7月21日）

「NEVER END」（with 緑川光）
「風は、南へ」（with 緑川光）
- 『新・百歌声爛 -男性声優編-』（2010年4月14日）

### キャラクターソングCD
- アンジェリークシリーズ
  - アンジェリーク FALLIN' LOVE

「しあわせになろう」（ランディ）
  - アンジェリーク SOIREE（ソワレ）

「あした、羽ばたく」（ランディ）
  - アンジェリーク守護聖コレクション3 ランディ

「EVER GREEN 〜さめない恋がここにある〜」（ランディ）
  - アンジェリーク HARMONIA（ハルモニア）

「君は独りじゃない」（守護聖）
  - アンジェリーク KISS KISS KISS

「タイム!」（ランディ、ゼフェル、マルセル）
  - アンジェリーク White Dream

「I don't know how 〜世界でいちばん大切な君に〜」（ランディ、ゼフェル）
  - アンジェリーク 永遠のヴァカンス Vol.1 〜La Mer〜

「新しい夏に会いに行こう」（ランディ）
  - アンジェリーク Sunflower 〜from Twinコレクション〜

「君のためにここにいる」（ランディ）
  - アンジェリーク LOVE CALL

「Cosmic Voyage」（ランディ、ゼフェル、チャーリー）
  - アンジェリークエトワール VIOLET

「I CAN」（ランディ）
  - アンジェリークエトワール 翠のオアシス

「永遠のカレンダー」（ランディ、マルセル、ティムカ）
  - アンジェリーク　Dear My Angel

「この手をはなさない」（ランディ）
  - 恋する天使アンジェリーク アニバーサリーソング 「Brand-New World」

「Brand-New World」（ランディ、オスカー、ゼフェル、ユーイ、エルンスト、アリオス）
  - 恋する天使アンジェリーク キャラクターソング Vol.2 ランディ

「Simple Dimple Smile」（ランディ）
  - ネオロマンス♥Duet+アンジェリーク

「Love Express」（ランディ、オスカー）
- 機甲警察メタルジャック 「PARTY JACK」

「JUST DREAM ON」（神崎ケン）
「その手の中に」（神崎ケン）
「HOLD ON」（神崎ケン）
- クォヴァディス ドラマ/サウンドトラック

「Cross my heart 〜哀しみの果てに〜」（ベンジャミン・バック）
- GetBackers-奪還屋- シリーズ
  - GetBackers-奪還屋- オリジナル・サウンドトラック2 「TWINS」

「TWINS」（美堂蛮、天野銀次）
  - GetBackers-奪還屋- TARGET B

「Evil eyes」（美堂蛮）
- 真・三國無双6 王覇・響歌乱舞

「Silent Phoenix」（曹丕）
- 卒業M シリーズ
  - E.M.U 「Girl」

「R&R Beethoven」（中本翔）
  - E.M.U 「＝（イコール）」

「DESTINATION」（中本翔）
  - E.M.U 「Equal Live Tour」

「僕達の世代から〜新世紀のプロローグ〜」（中本翔、高城紫門、志村未希麿）
  - E.M.U 「Smile a Go Go!」

「Everything is Mystery」（中本翔、高城紫門、加藤勇祐）
  - 卒業M 「Love Song Collection」

「子猫」（中本翔）
  - OVA 卒業M 「Song Collection」

「恋愛小説」（中本翔）
  - 卒業M キャラクターズスペシャル 「Hey-Hey Bomb-Bomb」

「Hey-Hey Bomb-Bomb」（中本翔）
  - 卒業M＆E.M.U ファイナルアルバム 「オレ達の卒業」

「Another Face, Another Life」（中本翔）
詳しくは卒業M、E.M.Uを参照
- 超くせになりそう 「白鳥なぎさ ON STAGE」

「なぎさのセレナーデ＜with 野坂KUN＞」（野坂昭、白鳥なぎさ）
- 超魔神英雄伝ワタル シリーズ
  - 超魔神英雄伝ワタル RAINBOW4

「Bad Dreamer」（ドラン）
  - 超魔神英雄伝ワタル RAINBOW7

「七味トンがらし」（ワタル社中）
- ふしぎ遊戯 シリーズ
  - ふしぎ遊戯 キャラクターズ・ヴォーカル・コレクション7 翼宿

「Heartにキラ星咲かしたれ!!」（翼宿）
「Do=Be'sがやって来る。」（翼宿）
  - ふしぎ遊戯 第二部 「めっちゃハジけて ガッツとばして」

「めっちゃハジけて ガッツとばして」（THTC：鬼宿、星宿、翼宿、井宿）
「青い自由。白い望み。」（翼宿、井宿）
  - ふしぎ遊戯 第二部 音盤体系 Special BEST VOCAL COLLECTION

「切なくても…ずっと」（翼宿）
- ブリコン 〜BLEACH CONCEPT COVERS〜 2

 乱舞のメロディ（ノイトラ・ジルガ）
- PROJECT ARMS 「終わらない夢の中で」

「終わらない夢の中で」（PROJECT ARMS：高槻涼、新宮隼人、巴武士、久留間恵）
「Friend's」（PROJECT ARMS）
- マクロス7 「LIVE FIRE!!」

「突撃ラブハート」＜ライブ版＞（バサラ、ミレーヌ）
「REMEMBER 16」＜ライブ版＞（バサラ）
「PLANET DANCE」＜ライブ版＞（バサラ、ミレーヌ）
「LIGHT THE LIGHT」＜ライブ版＞（バサラ、ミレーヌ、福山芳樹、チエ・カジウラ）

### シリーズ一覧
1. ↑  第1シリーズ（1992年）、第2シリーズ『R』（1993年）
2. ↑  第1期（2001年）、第2期『〜もっと美しいもの〜』（2002年）
3. ↑  第1期『心のめざめる時』（2006年）、第2期『かがやきの明日』（2007年）
4. ↑  第1期『屍姫 赫』（2008年）、第2期『屍姫 玄』（2009年）
5. ↑  第1期（2008年）、第2期『2』（2008年）、第3期『3』（2015年）
6. ↑  第1期（2012年 - 2013年）、第2期『〜Refrain〜』（2013年）
7. ↑  1stシーズン（2014年）、2ndシーズン（2015年）
8. ↑  第1期（2020年）、第2期『2』（2023年）
9. ↑  シーズン1（2021年）、シーズン2（2022年）
10. ↑  Webシリーズ（2023年）、『大忘年おたのしみ会2023』（2023年）
11. ↑  『真・三國無双4』（2005年）、『猛将伝』（2005年）、『Empires』（2006年）
12. ↑  『真・三國無双5』（2007年）、『Empires』（2009年）
13. ↑  『ORIGINAL GENERATIONS』『OG外伝』（2007年）、『無限のフロンティアEXCEED』（2010年）、『第2次OG』（2012年）、『INFINITE BATTLE』[76]『ダークプリズン』、『ムーン・デュエラーズ』（2016年）、『DD』（2021年）
14. ↑  『学年対抗戦パズル！の段』（2010年）[78]、『ふっとびパズル！の段』（2015年 - 2017年）
15. ↑  『真・三國無双6』（2011年）、『Special』（2011年）、『猛将伝』（2011年）、『Empires』（2012年）
16. ↑  『無双OROCHI 2』（2011年）、『Special』（2012年）、『Hyper』（2012年）、『Ultimate』（2013年）
17. ↑  『真・三國無双7』（2013年）、『猛将伝』（2013年）、『Empires』（2014年）
18. ↑  『Grand Order』（2015年 - 2025年）、『Arcade』（2018年 - 2020年）
19. ↑  『真・三國無双8』（2018年）、『Empires』（2021年）

### 初出話一覧
1. ↑  33シリーズ 第7話初出
2. ↑  第1話初出
3. ↑  第2話初出